# Coenosia pulicaria
Coenosia pulicaria este o specie de muște din genul Coenosia, familia Muscidae. A fost descrisă pentru prima dată de Zetterstedt în anul 1845. Conform Catalogue of Life specia Coenosia pulicaria nu are subspecii cunoscute.